# 浅坂武次
浅坂 武次（あささか たけじ、1930年7月24日 - ）は、日本の元スピードスケート選手である。青森県八戸市出身。
八戸商業高校卒業後一旦就職、その後立教大学に進学した。
1948年から1951年まで青森県選手権4連覇。
1954、1955世界選手権代表。
立教大学在学時の1956年コルティナダンペッツォオリンピックに出場、500m22位、1500m21位、5000m28位、10000m22位だった。